# San Francisco Zacacalco
San Francisco Zacacalco, eller bara Zacacalco, är en mindre stad i Mexiko, tillhörande kommunen Hueypoxtla i norra delen av delstaten Mexiko. Staden hade 7 420 invånare vid folkräkningen 2010, och är kommunens tredje största samhälle.